# مسمومیت آب
مسمومیت آب (به انگلیسی: Water intoxication) با نوشیدن بیش از اندازه آب به وجود می‌آید. در این صورت تعادل طبیعی الکترولیت در بدن به هم خورده باعث اختلال در عملکرد مغز می‌شود. نوشیدن آب برای افرادی که عمداً مقدار بسیار زیادی آب بنوشند می‌تواند خطر مرگ به همراه داشته باشد.
دو کلیه سالم یک فرد در حال استراحت می‌توانند ۸۰۰ تا ۱۰۰۰ میلی لیتر آب را در هر ساعت دفع کنند. در نتیجه فرد می‌تواند آب را با نرخ ۸۰۰ تا ۱۰۰۰ میلی لیتر در هر ساعت بنوشند؛ با این حال، اگر همین شخص در حال اجرای دوی ماراتون باشد، به دلیل استرس، میزان دفع کلیوی تا ۱۰۰ میلی لیتر در ساعت کاهش می‌یابد. در این صورت اگر دونده ماراتن ۸۰۰ تا ۱۰۰۰ میلی‌لیتر در ساعت آب بنوشد حتی با وجود ریزش فراوان عرق، کلیه‌اش قادر نیست آن آب را به موقع دفع کند. در نوزادان کمتر از شش ماه نیز به دلیل ضعف کلیه ها نوشیدن مقدار کمی آب نیز می‌تواند منجر به این مسمومیت شود. 
نشانه‌های مسمومیت آب حالت تهوع، استفراغ، از بین رفتن هوشیاری، سردرد، ضعف ماهیچه و تشنج است. 